# Katharina Gebauer

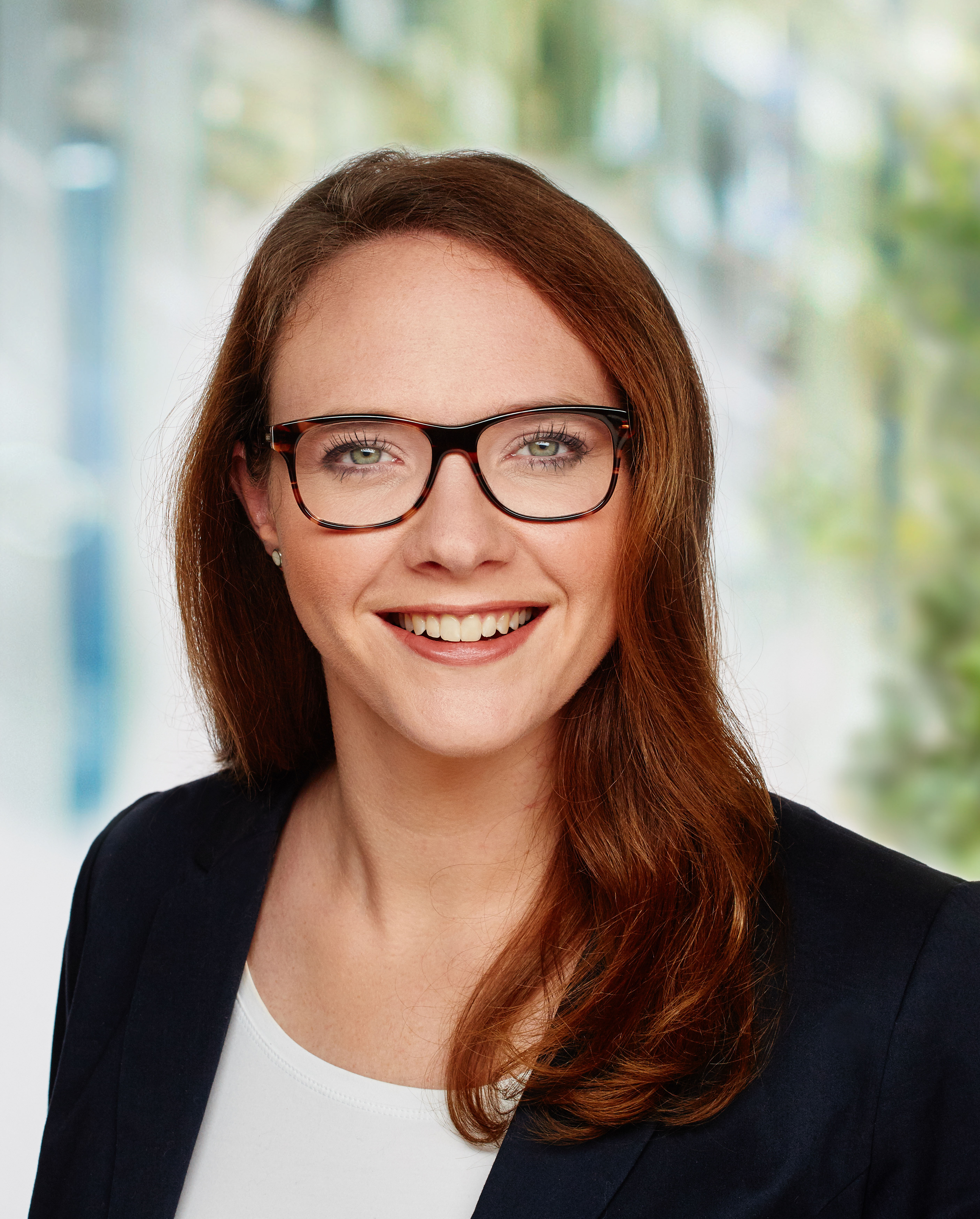
Katharina Gebauer (2016)

Katharina Gebauer (* 6. August 1987 in Troisdorf) ist eine deutsche Politikerin (CDU). Sie ist seit 2017 direkt gewähltes Mitglied des Landtages von Nordrhein-Westfalen für den Landtagswahlkreis Rhein-Sieg-Kreis IV.

## Leben
Gebauer machte nach dem Erwerb der Mittleren Reife im Jahr 2004 bis 2008 eine Ausbildung zur Erzieherin. Von 2008 bis 2012 arbeitete sie als Erzieherin und stellvertretende Leiterin in einer Kindertagesstätte in Trägerschaft der Stadt Köln. 2012 begann sie an der Fachhochschule Köln ein Studium der Sozialpädagogik, das sie 2015 erfolgreich mit dem akademischen Grad Bachelor of Arts abschloss. Von 2015 bis zu ihrer Wahl in den nordrhein-westfälischen Landtag arbeitete sie als Sozialpädagogin im Sozialamt der Stadt Köln.
Gebauer ist verheiratet und Mutter von zwei Söhnen.

## Politik

### Partei
Gebauer ist seit 2013 Mitglied der CDU und seit 2010 Mitglied der Jungen Union. Von 2014 bis 2020 war sie direkt gewählte Kreistagsabgeordnete des Rhein-Sieg-Kreises und von 2018 bis 2020 Vorsitzende des Sozialausschusses des Rhein-Sieg-Kreises.
Bei der Kommunalwahl 2020 für den Rat der Stadt Troisdorf gewann sie ihren Wahlbezirk mit 43,6 Prozent der abgegebenen Stimmen. Sie ist Fraktionsvorsitzende der CDU-Fraktion im Rat der Stadt Troisdorf. Sie ist zudem stellvertretende Vorsitzende ihres Heimatstadtverbands Troisdorf und war bis 2021 stellvertretende Vorsitzende des mitgliederstärksten CDU-Kreisverbands Rhein-Sieg.

### Abgeordnete
Am 14. Mai 2017 kandidierte sie erstmals für den Landtag von Nordrhein-Westfalen. Mit 42,7 Prozent der abgegebenen Stimmen gewann sie den Landtagswahlkreis 28 mit den Städten Troisdorf, Siegburg und Niederkassel für die CDU als Direktkandidatin zurück und zog damit in den 17. Landtag von NRW als Abgeordnete ein. Dort war sie ordentliches Mitglied im Ausschuss für Familie, Kinder und Jugend, im Ausschuss für Arbeit, Gesundheit und Soziales, im Integrationsausschuss, im Ausschuss für Heimat, Kommunales, Bauen und Wohnen sowie im Petitionsausschuss. Außerdem gehörte Gebauer dem geschäftsführenden Vorstand der CDU-Landtagsfraktion an.
Bei der Landtagswahl 2022 konnte sie den neu zugeschnittenen Wahlkreis, zu dem nun Troisdorf, Niederkassel und Sankt Augustin-Menden gehören, mit 42,40 % verteidigen.